# Promi Big Brother
Vous pouvez aider à l'améliorer ou bien discuter des problèmes sur sa page de discussion.
- Il n'est pas vérifiable et peut contenir des informations totalement erronées. Il est fortement conseillé aux contributeurs d'étayer son contenu par des sources fiables. Sans cela, sa suppression pourrait être envisagée. (si vous venez d'apposer le bandeau, veuillez cliquer sur ce lien pour créer la discussion et en afficher les indications). (Marqué depuis février 2025)
- Il peut contenir un travail inédit ou des déclarations non vérifiées. Vous pouvez l’améliorer en ajoutant des références. (Marqué depuis février 2025)

- Archive Wikiwix
- Bing
- Cairn
- DuckDuckGo
- E. Universalis
- Gallica
- Google
- G. Books
- G. News
- G. Scholar
- Persée
- Qwant
- (zh) Baidu
- (ru) Yandex
- (wd) trouver des œuvres sur Wikidata

Vous pouvez aider à l'améliorer ou bien discuter des problèmes sur sa page de discussion.
- Il ne cite pas suffisamment ses sources. Vous pouvez indiquer les passages à sourcer avec {{référence nécessaire}} ou {{Référence souhaitée}}, et inclure les références utiles en les liant aux notes de bas de page. (Marqué depuis février 2025)
- Son contenu est rédigé entièrement ou presque à partir d'une seule source. N'hésitez pas à modifier cet article pour améliorer sa vérifiabilité en apportant de nouvelles références dans des notes de bas de page. (Marqué depuis février 2025)
- Certaines de ses couleurs nuisent à son accessibilité et ne respectent pas la charte graphique. Les couleurs ne sont pas interdites, mais il est conseillé d'en faire un usage modéré qui respecte les normes d'accessibilité. (Marqué depuis février 2025)
- Son texte doit être wikifié : il ne correspond pas à la mise en forme Wikipédia (style, typographie, liens internes, liens entre les wikis, etc.). (Marqué depuis février 2025)

- Archive Wikiwix
- Bing
- Cairn
- DuckDuckGo
- E. Universalis
- Gallica
- Google
- G. Books
- G. News
- G. Scholar
- Persée
- Qwant
- (zh) Baidu
- (ru) Yandex
- (wd) trouver des œuvres sur Wikidata

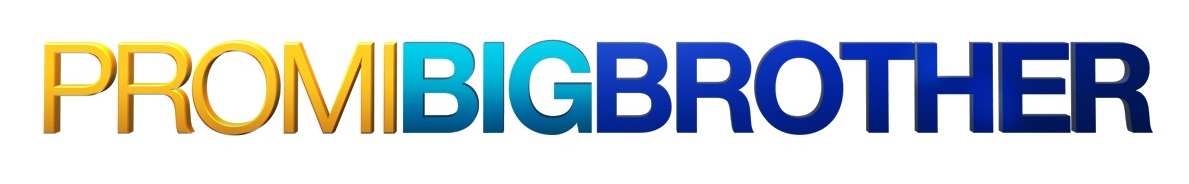
Logo de Promi Big Brother de 2013 à 2018)

Promi Big Brother est un format de Celebrity Big Brother adapté en Allemagne avec des célébrités localement connues comme candidats.
L'émission peut être comparé à Celebrity Big Brother (UK) et Grande Fratello VIP.

## Déroulement des saisons
| Saison | Thème          | Diffusion         | Diffusion         | Diffusion | Jours | Candidats | Vainqueur             | Prix      | Présentation      | Présentation  |
| Saison | Thème          | Lancement         | Finale            | Chaine    | Jours | Candidats | Vainqueur             | Prix      | Présentation      | Présentation  |
| ------ | -------------- | ----------------- | ----------------- | --------- | ----- | --------- | --------------------- | --------- | ----------------- | ------------- |
| 1      | NC             | 13 septembre 2013 | 27 septembre 2013 | Sat.1     | 15    | 13        | Jenny Elvers          | NC        | Cindy aus Marzahn | Oliver Pocher |
| 2      | The Experiment | 13 août 2014      | 29 août 2014      | Sat.1     | 17    | 12        | Aaron Troschke        | 100,000 € | Jochen Schropp    | NC            |
| 3      | NC             | 14 août 2015      | 28 août 2015      | Sat.1     | 17    | 12        | David Odonkor         | 100,000 € | Jochen Schropp    | NC            |
| 4      | NC             | 2 septembre 2016  | 16 septembre 2016 | Sat.1     | 17    | 13        | Ben Tewaag            | 100,000 € | Jochen Schropp    | NC            |
| 5      | All or Nothing | 11 août 2017      | 25 août 2017      | Sat.1     | 17    | 12        | Jens Hilbert          | 100,000 € | Jochen Schropp    | Jochen Bendel |
| 6      | NC             | 17 août 2018      | 31 août 2018      | Sat.1     | 17    | 13        | Silvia Wollny         | 100,000 € | Jochen Schropp    | Marlene Lufen |
| 7      | NC             | 9 août 2019       | 23 août 2019      | Sat.1     | 17    | 12        | Janine «Pink» Meißner | 100,000 € | Jochen Schropp    | Marlene Lufen |
| 8      | NC             | 7 août 2020       | 28 août 2020      | Sat.1     | 24    | 18        | Werner Hansch         | 100,000 € | Jochen Schropp    | Marlene Lufen |
| 9      | NC             | 6 août 2021       | 27 août 2021      | Sat.1     | 24    | 18        | Melanie Müller        | 100,000 € | Jochen Schropp    | Marlene Lufen |
| 10     | NC             | 18 novembre 2022  | 7 décembre 2022   | Sat.1     | 22    | 16        | Rainer Gottwald       | 100,000 € | Jochen Schropp    | Marlene Lufen |
| 11     | NC             | 20 novembre 2023  | 4 décembre 2023   | Sat.1     | 17    | 13        | Yeliz Koç             | 100,000 € | Jochen Schropp    | Marlene Lufen |

Légende :
- Vainqueur
- Deuxième place
- Troisième place
- Finaliste(s)
- En compétition
- Éliminé(e)
- Retour
- Abandon
- Exclusion
- Arrivé plus tard
- Invité(e)

### Saison 1 (2013)

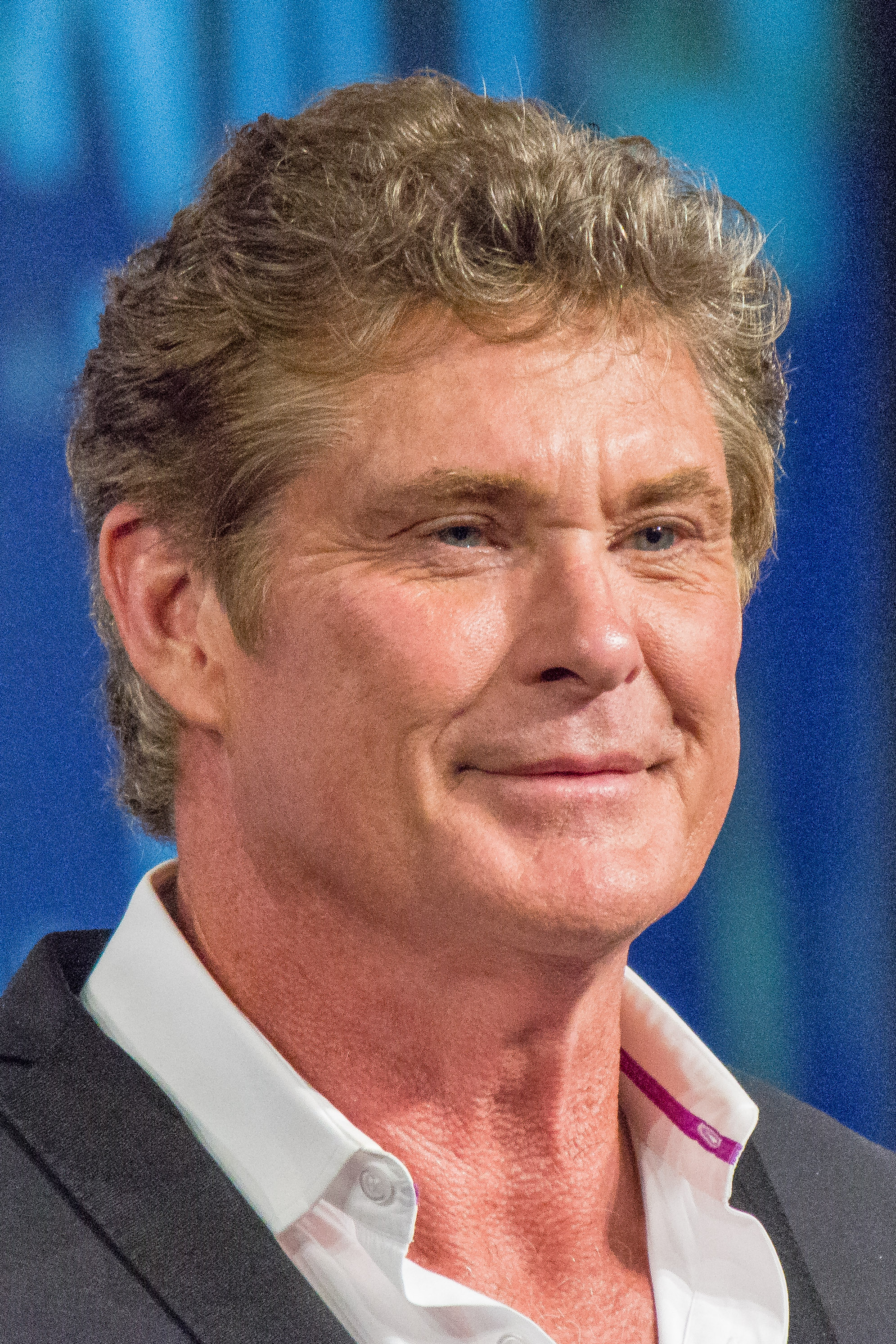
David Hasselhoff, premier sorti (abandon) de Promi Big Brother 1

La première saison se déroule du 13 septembre 2013 au 27 septembre 2013.
Le 20 septembre 2013 le chanteur belge Stromae est invité sur le plateau pour chanter.
Le 24 septembre 2013 l’actrice canado-américaine Pamela Anderson est invitée dans la maison, et en sortira le soir de la finale. David Hasselhoff et elle faisaient partie du casting de la série Alerte à Malibu, et ont participé à une saison de Dancing with the Stars aux États-Unis en 2010.
| Candidat                 | Occupation                                     | Entrée  | Sortie  | Résultat  |
| ------------------------ | ---------------------------------------------- | ------- | ------- | --------- |
| Jenny Elvers             | Actrice                                        | Jour 1  | Jour 15 | Vainqueur |
| Natalia Osada            | Vedette de télévision                          | Jour 1  | Jour 15 | Deuxième  |
| Marijke Amado (en)       | Animatrice de télévision                       | Jour 1  | Jour 15 | Troisième |
| Simon Desue (de)         | Vedette d'Internet                             | Jour 1  | Jour 15 | Quatrième |
| Martin Semmelrogge       | Acteur                                         | Jour 1  | Jour 15 | Cinquième |
| Pamela Anderson          | Actrice et mannequin canado-américaine         | Jour 12 | Jour 15 | Invitée   |
| Manuel Charr (en)        | Boxeur                                         | Jour 1  | Jour 14 | Éliminé   |
| Fancy                    | Chanteur                                       | Jour 1  | Jour 13 | Éliminé   |
| Georgina Fleur (en)      | Vedette de télévision                          | Jour 7  | Jour 12 | Éliminée  |
| Jan Leyk (de)            | Vedette de télévision                          | Jour 1  | Jour 11 | Éliminé   |
| Lucy Diakovska           | Chanteuse bulgare membre du groupe No Angels   | Jour 1  | Jour 10 | Éliminée  |
| Percival Duke (de)       | Chanteur                                       | Jour 1  | Jour 8  | Éliminé   |
| Sarah Joelle Jahnel (de) | Chanteuse                                      | Jour 1  | Jour 8  | Abandon   |
| David Hasselhoff         | Acteur américain et personnalité de télévision | Jour 1  | Jour 5  | Abandon   |

- David a participé à Dancing with the Stars 11, Celebrity Apprentice en Australie, et a été juré dans America's Got Talent et Britain's Got Talent. Son ex femme, Pamela Bach-Hasselhoff a participé en 2011 à Celebrity Big Brother.
- Georgina a participé au Der Bachelor, et à I'm a Celebrity... Get Me Out of Here ! allemand en 2013.
- Percival a participé à The Voice of Germany.
- Sarah Joelle a participé à Deutschland sucht den Superstar.
- Lucy participera en 2019 à The Masked Singer Germany.

### Saison 2 (2014)

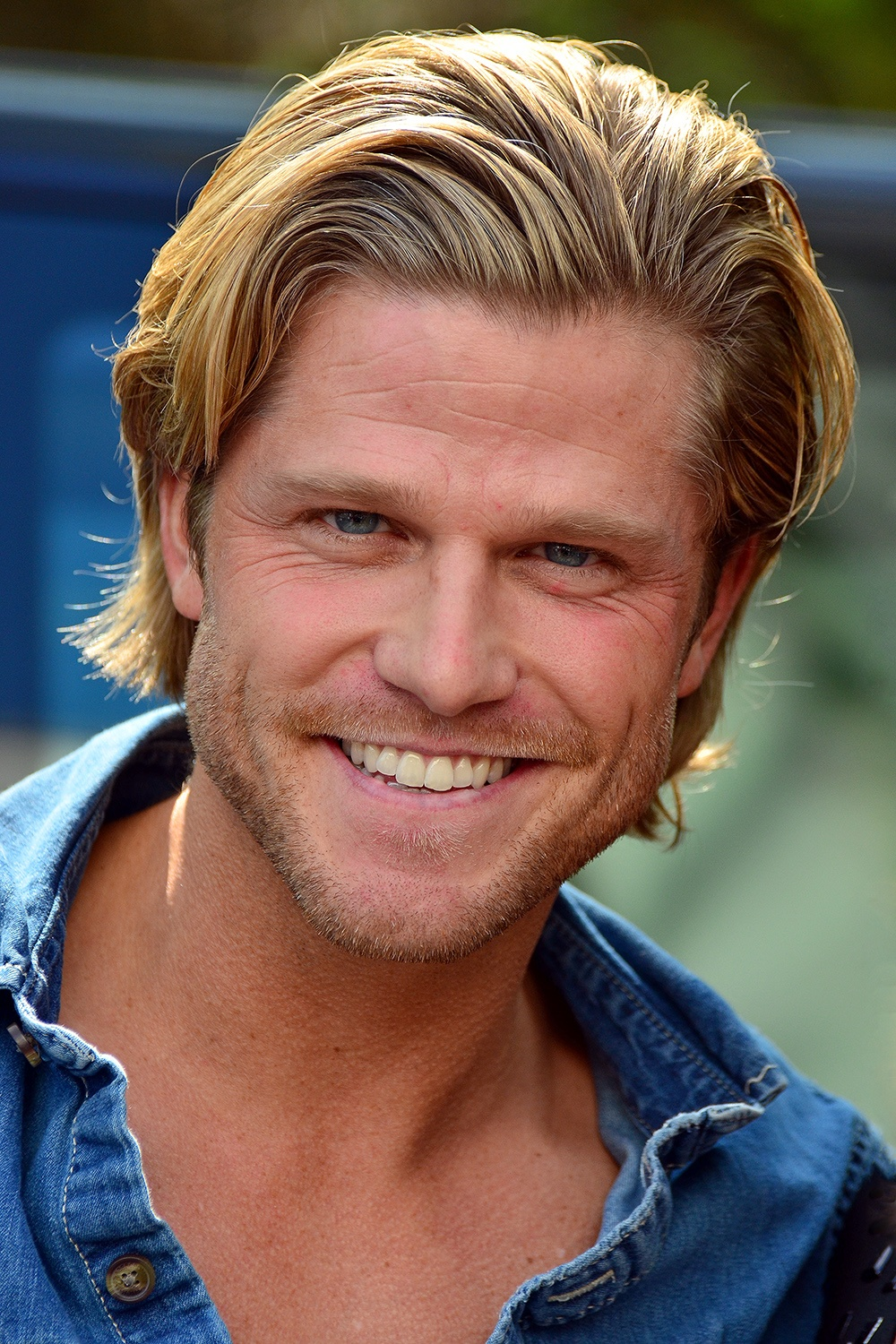
, finaliste de Promi Big Brother 2

La deuxième saison se déroule du 15 août 2014 au 29 août 2014. Mais les premières célébrités sont entrés le 13 août 2014.
C'est le 22 août 2014 (jour 10) que débutent les éliminations.
La finale a attiré 2 900 000 téléspectateurs.
| Candidat                                 | Occupation                                                                 | Entrée | Sortie  | Résultat  |
| ---------------------------------------- | -------------------------------------------------------------------------- | ------ | ------- | --------- |
| Aaron Troschke (de)                      | Personnalité de télévision                                                 | Jour 1 | Jour 17 | Vainqueur |
| Claudia Effenberg (de)                   | Ancienne mannequin et ancienne épouse de Thomas Strunz et Stefan Effenberg | Jour 3 | Jour 17 | Deuxième  |
| Ronald Schill (en)                       | Ancien homme politique, juge                                               | Jour 3 | Jour 17 | Troisième |
| Paul Janke (de)                          | Acteur de télévision et mannequin                                          | Jour 1 | Jour 17 | Quatrième |
| Michael Wendler                          | Chanteur                                                                   | Jour 3 | Jour 17 | Cinquième |
| Hubert Kah                               | Chanteur des années 80                                                     | Jour 3 | Jour 16 | Éliminé   |
| Alexandra Rietz (de)                     | Actrice                                                                    | Jour 1 | Jour 15 | Éliminée  |
| Mia Magma                                | Chanteuse et ancienne actrice pornographique                               | Jour 1 | Jour 14 | Éliminée  |
| Liz Baffoe                               | Actrice                                                                    | Jour 3 | Jour 13 | Éliminée  |
| Ela Tas                                  | Vedette de télévision                                                      | Jour 3 | Jour 12 | Éliminée  |
| Mario-Max Prinz zu Schaumburg-Lippe (de) | Prince autrichien                                                          | Jour 3 | Jour 11 | Éliminé   |
| Janina Youssefian (de)                   | Mannequin lingerie                                                         | Jour 1 | Jour 10 | Éliminée  |

- Paul a participé au Bachelor en 2012.
- Ela a participé au Bachelor en 2014.

### Saison 3 (2015)

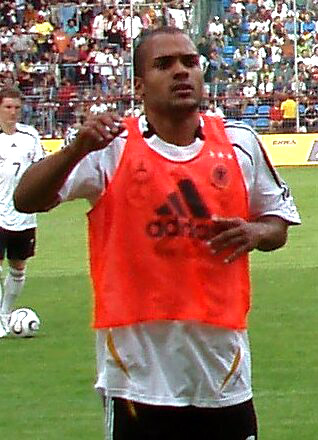
David Odonkor, vainqueur de Promi Big Brother 3

La troisième saison se déroule du 14 août 2015 au 28 août 2015. Mais les premières célébrités sont entrées le 12 août 2015.
| Candidat                     | Occupation                                          | Entrée | Sortie  | Résultat      |
| ---------------------------- | --------------------------------------------------- | ------ | ------- | ------------- |
| David Odonkor                | Ancien footballeur                                  | Jour 1 | Jour 17 | Vainqueur     |
| Menowin Fröhlich (de)        | Chanteur révélé par Deutschland sucht den Superstar | Jour 1 | Jour 17 | Deuxième      |
| Nino de Angelo               | Chanteur                                            | Jour 3 | Jour 17 | Troisième     |
| Sarah Nowak (de)             | Playmate                                            | Jour 1 | Jour 17 | Quatrième     |
| Julia Jasmin 'JJ' Rühle (de) | Chanteuse                                           | Jour 3 | Jour 17 | Cinquième     |
| Désirée Nick (de)            | Actrice et écrivaine                                | Jour 3 | Jour 16 | Éliminée      |
| Nina Kristin Fiutak (de)     | Mannequin, chanteuse et actrice                     | Jour 3 | Jour 15 | Éliminée      |
| Anja Schüte                  | Actrice                                             | Jour 3 | Jour 13 | Éliminée      |
| Wilfried Gliem               | Chanteur membre du duo Wildecker Herzbuben          | Jour 3 | Jour 13 | Abandon       |
| Judith Hildebrandt (de)      | Chanteuse, actrice et animatrice de télévision      | Jour 1 | Jour 12 | Éliminée      |
| Michael Ammer (de)           | Promoteur de soirée VIP                             | Jour 3 | Jour 11 | Éliminé       |
| Daniel Köllerer              | Ancien joueur de tennis                             | Jour 1 | Jour 10 | Éliminé       |
| Gina-Lisa Lohfink            | Manequin révélée par Germany's Next Topmodel        | Jour 1 | Jour 1  | Non qualifiée |

- Menowin a participé à la saison 3 de Deutschland sucht den Superstar en 2010. Il y avait également atteint la 2e place en finale.
- Désirée a participé à la saison 2 de Ich bin ein Star – Holt mich hier raus! en 2004. Elle y avait été élue « Reine de la Jungle ».
- Gina-Lisa a participé à la saison 3 de Germany’s Next Topmodel en 2008.

### Saison 4 (2016)

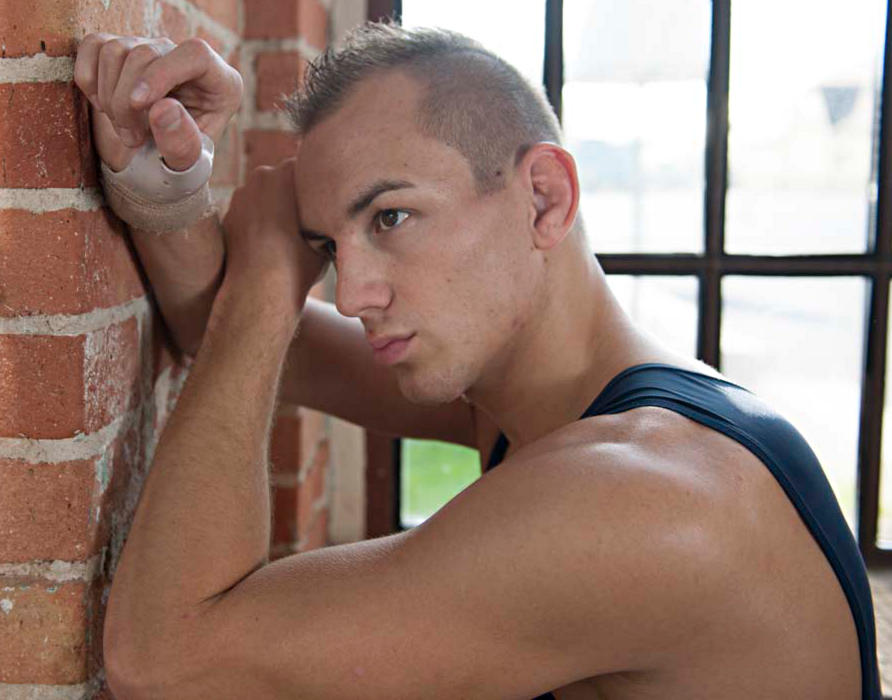
Frank Stäbler, candidat de Promi Big Brother 4

La quatrième saison se déroule entre les 2 septembre 2016 et 18 septembre 2016.
5 célébrités entre dans la maison le 30 août 2016, et le 7 autres le jour du lancement de l'émission. 1 dernière entre le 8 septembre 2016.
| Candidat                     | Occupation                                        | Entrée | Sortie  | Résultat  |
| ---------------------------- | ------------------------------------------------- | ------ | ------- | --------- |
| Benjamin Tewaag (de)         | Acteur, fils de Uschi Glas                        | Jour 3 | Jour 17 | Vainqueur |
| Cathy Lugner (de)            | Playmate, épouse de Richard Lugner (en)           | Jour 3 | Jour 17 | Deuxième  |
| Mario Basler                 | Ancien footballeur devenu entraîneur              | Jour 3 | Jour 17 | Troisième |
| Natascha Ochsenknecht (de)   | Mannequin, actrice, ex-épouse de Uwe Ochsenknecht | Jour 3 | Jour 17 | Quatrième |
| Jessica Paszka (de)          | Vedette de télévision vue dans Le Bachelor        | Jour 1 | Jour 17 | Cinquième |
| Frank Stäbler                | Champion olympique de lutte gréco-romaine         | Jour 1 | Jour 16 | Éliminé   |
| Joachim Witt                 | Acteur, chanteur                                  | Jour 3 | Jour 15 | Éliminé   |
| Isa Jank (de)                | Comédienne                                        | Jour 3 | Jour 15 | Éliminée  |
| Marcus Prinz von Anhalt (de) | Prince adopté, ancien gérant de night club        | Jour 3 | Jour 13 | Éliminé   |
| Robin Bade (de)              | Ancien animateur de jeux de la chaîne 9Live       | Jour 7 | Jour 12 | Éliminé   |
| Stephen Dürr (de)            | Acteur                                            | Jour 1 | Jour 11 | Éliminé   |
| Christine Zierl (de)         | Actrice                                           | Jour 1 | Jour 10 | Éliminé   |
| Edona James                  | Vedette de télévision                             | Jour 1 | Jour 6  | Exclue    |
| Richard Lugner               | Entrepreneur et époux de Cathy Lugner             | Jour 5 | Jour 5  | Invité    |

### Saison 5 (2017)

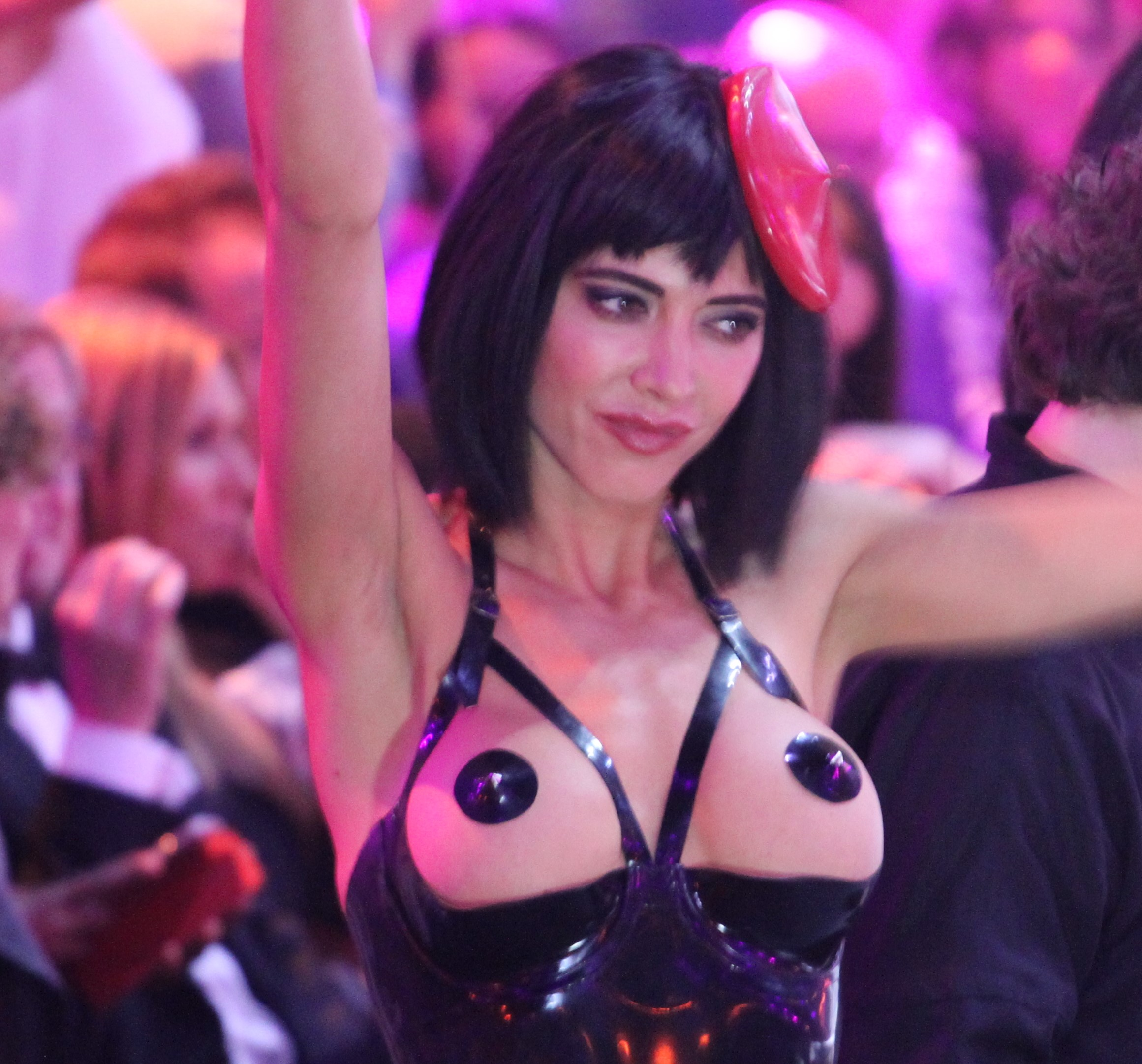
Milo Moiré, finaliste de Promi Big Brother 5

La cinquième saison se déroule du 11 août 2017 au 25 août 2017, soit le même jour que la finale de la 20e saison de Celebrity Big Brother UK.
| Candidat              | Occupation                                        | Entrée | Sortie  | Résultat  |
| --------------------- | ------------------------------------------------- | ------ | ------- | --------- |
| Jens Hilbert (de)     | Entrepreneur                                      | Jour 1 | Jour 17 | Vainqueur |
| Milo Moiré            | Artiste et mannequin                              | Jour 1 | Jour 17 | Deuxième  |
| Willi Herren          | Chanteur de schlager et acteur                    | Jour 1 | Jour 17 | Troisième |
| Dominik Brunter       | Mannequin et Mister Germany 2017                  | Jour 1 | Jour 17 | Quatrième |
| Eloy de Jong (de)     | Chanteur, membre du groupe Caught in the Act (nl) | Jour 1 | Jour 16 | Éliminé   |
| Evelyn Burdecki       | Vedette de télévision                             | Jour 1 | Jour 15 | Éliminée  |
| Steffen von der Beeck | Consultant média                                  | Jour 1 | Jour 14 | Éliminé   |
| Sarah Kern (de)       | Styliste et ancien mannequin                      | Jour 1 | Jour 13 | Éliminée  |
| Claudia Obert         | Styliste                                          | Jour 1 | Jour 13 | Éliminée  |
| Sarah Knappik         | Mannequin et vedette de télévision                | Jour 1 | Jour 11 | Éliminée  |
| Zachi Noy (de)        | Acteur                                            | Jour 1 | Jour 10 | Éliminé   |
| Maria Hering          | Actrice, chanteuse et blogueuse fitness           | Jour 1 | Jour 10 | Éliminée  |

- Steffen est l'ancien fiancé de Jenny Elvers, la gagnante de la saison 1 en 2013.
- Evelyn a participé au Bachelor, et remporte en 2019 la 13e saison de Ich bin ein Star – Holt mich hier raus!.
- Sarah Knappik a participé à Germany's Next Top Model en 2008 (dans la même saison que Gina-Lisa de la saison 3) et à la version allemande d'I'm a Celebrity... Get Me Out of Here!, Ich bin ein Star – Holt mich hier raus! en 2011.
- Willi a participé à la version allemande d'I'm a Celebrity, Ich bin ein Star – Holt mich hier raus! en 2004.

### Saison 6 (2018)

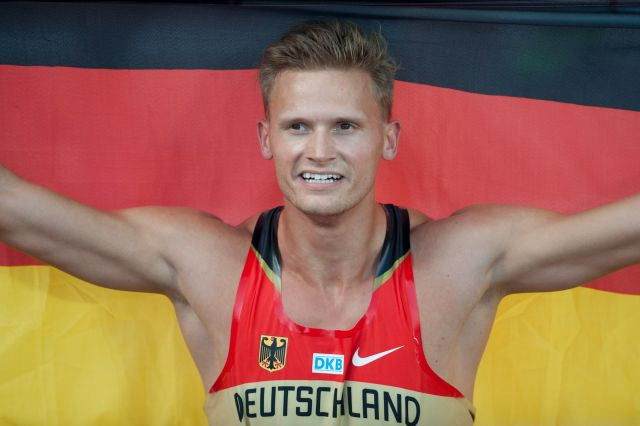
Pascal Behrenbruch, premier éliminé de Promi Big Brother 6

La sixième saison débute le 17 août 2018, soit le lendemain du lancement de la 22e saison de Celebrity Big Brother UK. Elle se termine le 31 août 2018, soit 17 jours de compétition comme lors des saisons 2 à 5.
C'est la première fois qu'une célébrité ayant réintégré le jeu après son élimination, remporte l'aventure, en la personne de Silvia Wollny.
| Candidat                   | Occupation                                                | Entrée | Sortie  | Résultat  |
| -------------------------- | --------------------------------------------------------- | ------ | ------- | --------- |
| Silvia Wollny              | Vedette de télévision                                     | 9      | 17      | Vainqueur |
| Silvia Wollny              | Vedette de télévision                                     | 3      | 8       | Abandon   |
| Chethrin Schulze           | Vedette de télévision révélée par Love Island             | Jour 1 | Jour 17 | Deuxième  |
| Alphonso Williams          | Chanteur, vainqueur de Deutschland sucht den Superstar 14 | Jour 1 | Jour 17 | Troisième |
| Daniel Völz                | Héro de Der Bachelor 8                                    | Jour 3 | Jour 17 | Quatrième |
| Johannes Haller            | Finaliste de Die Bachelorette                             | Jour 1 | Jour 16 | Éliminé   |
| Katja Krasavice            | Personnalité de Youtube                                   | Jour 1 | Jour 15 | Éliminée  |
| Cora Brinkmann             | Ancienne femme de Ralf Schumacher                         | Jour 3 | Jour 14 | Éliminée  |
| Umut Kekıllı               | Footballeur turco-allemand                                | Jour 4 | Jour 13 | Éliminé   |
| Nicole Belstler-Boettcher  | Actrice de soap opera                                     | Jour 1 | Jour 12 | Éliminée  |
| Mike Shiva                 | Diseur de bonne aventure                                  | Jour 1 | Jour 11 | Éliminé   |
| Pascal Behrenbruch         | Champion d'Europe de Décathlon                            | Jour 1 | Jour 10 | Éliminé   |
| Sophia Vagas               | Vedette de télévision                                     | 9      | 9       | Abandon   |
| Sophia Vagas               | Vedette de télévision                                     | 1      | 8       | Abandon   |
| Heinz zu Sayn-Wittgenstein | Businessman et personnalité médiatique                    | Jour 1 | Jour 2  | Abandon   |

- Sophia a été finaliste de Ich bin ein Star – Holt mich hier raus!, la version allemande d'I'm a Celebrity... Get Me Out of Here!. Il y avait notamment Brigitte Nielsen, ayant été finaliste de Celebrity Big Brother en 2005.

### Saison 7 (2019)
Cette saison est diffusée du 9 août 2019 au 24 août 2019.
- 9 célébrités sur 12 entrent dans la maison le 7 août 2019. Almklausi, Sylvia et Zlatko entrent le soir de la première diffusion télévisée, le 9 août 2019.
- Les photos officielles de la maison ont été publiées le 8 août 2019. Cette année, les célébrités ne vivent pas dans une maison, mais dans un camping.

| Candidat                    | Occupation                                | Entrée jour | Sortie jour | Résultat  |
| --------------------------- | ----------------------------------------- | ----------- | ----------- | --------- |
| Janine Pink Meißner         | Actrice dont le soap Köln 50667           | 1           | 17          | Vainqueur |
| Joey Heindle                | Chanteur et personnalité de télévision    | 1           | 17          | Deuxième  |
| Tobias "Tobi" Wegener       | Finaliste de Love Island 2018             | 1           | 17          | Troisième |
| Theresia Fischer            | Candidate de Germany's Next Topmodel 2019 | 1           | 17          | Quatrième |
| Almklausi                   | Musicien et chanteur                      | 3           | 16          | Éliminé   |
| Lilo von Kiesenwetter       | Clairvoyante                              | 1           | 15          | Éliminée  |
| Sylvia Leifheit             | Actrice ayant posé pour Playboy           | 3           | 14          | Éliminée  |
| Christos "Chris" Manazidis  | Personnalité YouTube                      | 1           | 13          | Éliminé   |
| Ginger Costello Wollersheim | Femme de Bert Wollersheim                 | 1           | 13          | Éliminée  |
| Jürgen Trovato              | Détective et personnalité de télévision   | 1           | 12          | Éliminé   |
| Zlatko Trpkovski            | Candidat de Big Brother 2000              | 3           | 11          | Éliminé   |
| Eva Benetatou               | Finaliste de Der Bachelor 2019            | 1           | 10          | Éliminée  |
| Silvia Wollny               | Artiste musicale                          | Jour 7      | Jour 7      | Invitée   |

- Tobi a été finaliste en 2018 à Love Island 2.
- Theresia a participé en 2019 à Germany’s Next Top Model 14.
- Joey a remporté la saison 7 du jeu télévisé Ich bin ein Star - Holt mich hier raus! en 2013, et a terminé à la 5e place de la saison 9 de Deutschland sucht den Superstar en 2012, malgré les critiques universellement négatives du jury chaque semaine.
- Zlatko a été en compétition du 1er au 41e jour dans la première saison de Big Brother.

### Saison 8 (2020)

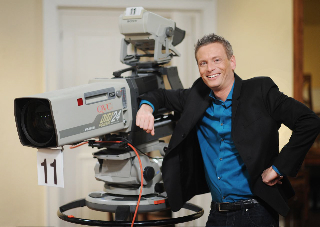
Sascha Heyna, candidat de Promi Big Brother 8

L'émission est diffusée du 7 août 2020 au 28 août 2020, ce qui en fait la saison la plus longue, avec 24 jours de compétition. Avec 18 candidats, c'est également la saison avec le plus grand nombre de célébrités participantes. 
| Candidat               | Occupation                                        | Entrée jour | Sortie jour | Résultat  |
| ---------------------- | ------------------------------------------------- | ----------- | ----------- | --------- |
| Werner Hansch          | Commentateur sportif                              | 3           | 24          | Vainqueur |
| Mischa Mayer           | Vedette de Love Island                            | 1           | 24          | Deuxième  |
| Kathy Kelly            | Chanteuse                                         | 1           | 24          | Troisième |
| Ikke Hüftgold          | Chanteur                                          | 1           | 24          | Quatrième |
| Emmy Russ              | Personnalité de télévision                        | 1           | 23          | Éliminée  |
| Katy Bähm              | Drag Queen                                        | 3           | 23          | Éliminée  |
| Simone Mecky-Ballack   | Ancienne femme de Michael Ballack                 | 3           | 22          | Éliminée  |
| Ramin Abtin            | Champion de Kick-boxing                           | 3           | 21          | Éliminée  |
| Aaron Königs           | Personnalité de télévision                        | 13          | 20          | Éliminée  |
| Sascha Heyna           | Chanteur                                          | 1           | 19          | Éliminée  |
| Adela Smajić           | Personnalité de télévision                        | 1           | 18          | Éliminée  |
| Udo Bönstrup           | Comédien et Youtubeur                             | 1           | 17          | Éliminée  |
| Elene Lucia Ameur      | Actrice                                           | 1           | 14          | Abandon   |
| Alessia-Millane Herren | Personnalité de télévision, fille de Willi Herren | 10          | 13          | Éliminée  |
| Jasmin Tawil           | Actrice                                           | 1           | 10          | Éliminée  |
| Senay Güler            | Acteur, DJ et mannequin                           | 1           | 8           | Abandon   |
| Jenny Frankhauser      | Demi sœur de Daniela Katzenberger                 | 1           | 8           | Abandon   |
| Claudia Kohde-Kilsch   | Ancienne joueuse de tennis                        | 1           | 6           | Éliminée  |

### Saison 9 (2021)

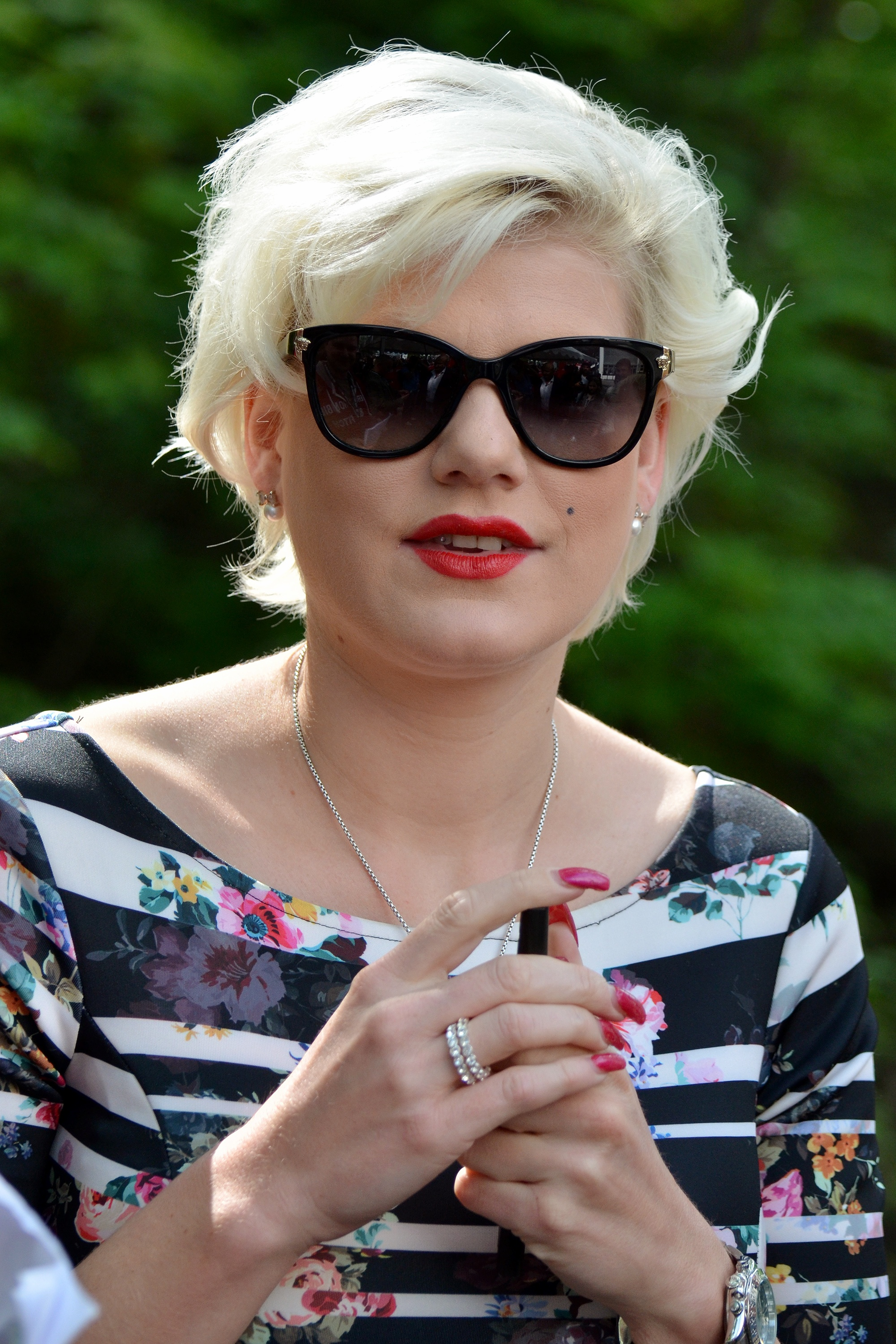
Melanie Müller, vainqueur de Promi Big Brother 9

L'émission est diffusée du 6 août 2021 au 27 août 2021. C'est la même durée que la saison 8. Le tournage débute le 4 août 2021. 
| Candidat                | Occupation                                                 | Entrée jour | Sortie jour | Résultat  |
| ----------------------- | ---------------------------------------------------------- | ----------- | ----------- | --------- |
| Melanie Müller          | Chanteuse                                                  | 1           | 24          | Vainqueur |
| Uwe Abel                | Fermier et vedette de télévision                           | 1           | 24          | Deuxième  |
| Danny Liedtke           | Acteur                                                     | 3           | 24          | Troisième |
| Papis Loveday           | Mannequin sénégalais                                       | 6           | 24          | Quatrième |
| Marie Lang              | Kick-boxeuse et mannequin                                  | 3           | 23          | Éliminée  |
| Ina Aogo                | Influenceuse et femme de Dennis Aogo                       | 1           | 23          | Éliminée  |
| Daniela Büchner         | Vedette de télé-réalité                                    | 3           | 22          | Éliminée  |
| Eric Sindermann         | Joueur de handball et personnalité de télévision           | 1           | 22          | Éliminé   |
| Paco Steinbeck          | Antiquaires, vedette de Die Superhändler – 4 Räume, 1 Deal | 6           | 21          | Éliminé   |
| Jörg Draeger            | Animateur de télévision                                    | 3           | 20          | Éliminé   |
| Gitta Saxx              | Playmate et mannequin                                      | 6           | 17          | Éliminée  |
| Payton Ramolla          | Influenceuse                                               | 6           | 17          | Éliminée  |
| Barbara "Babs" Kijewski | Influenceuse                                               | 8           | 15          | Éliminée  |
| Pascal Kappés           | Acteur, mannequin et influenceur                           | 8           | 13          | Éliminé   |
| Rafi Rachek             | Vedette de télévision                                      | 1           | 11          | Éliminé   |
| Mimi Gwozdz             | Gagnante du Bachelor 2021                                  | 1           | 10          | Abandon   |
| Heike Maurer            | Animatrice de télévision                                   | 1           | 8           | Éliminée  |
| Daniel Kreibich         | Médium                                                     | 1           | 4           | Abandon   |

- Melanie a participé en 2014 à Ich bin ein Star - Holt mich hier raus!.
- Gitaa a participé en 2011 à Ich bin ein Star - Holt mich hier raus!.

### Saison 10 (2022)

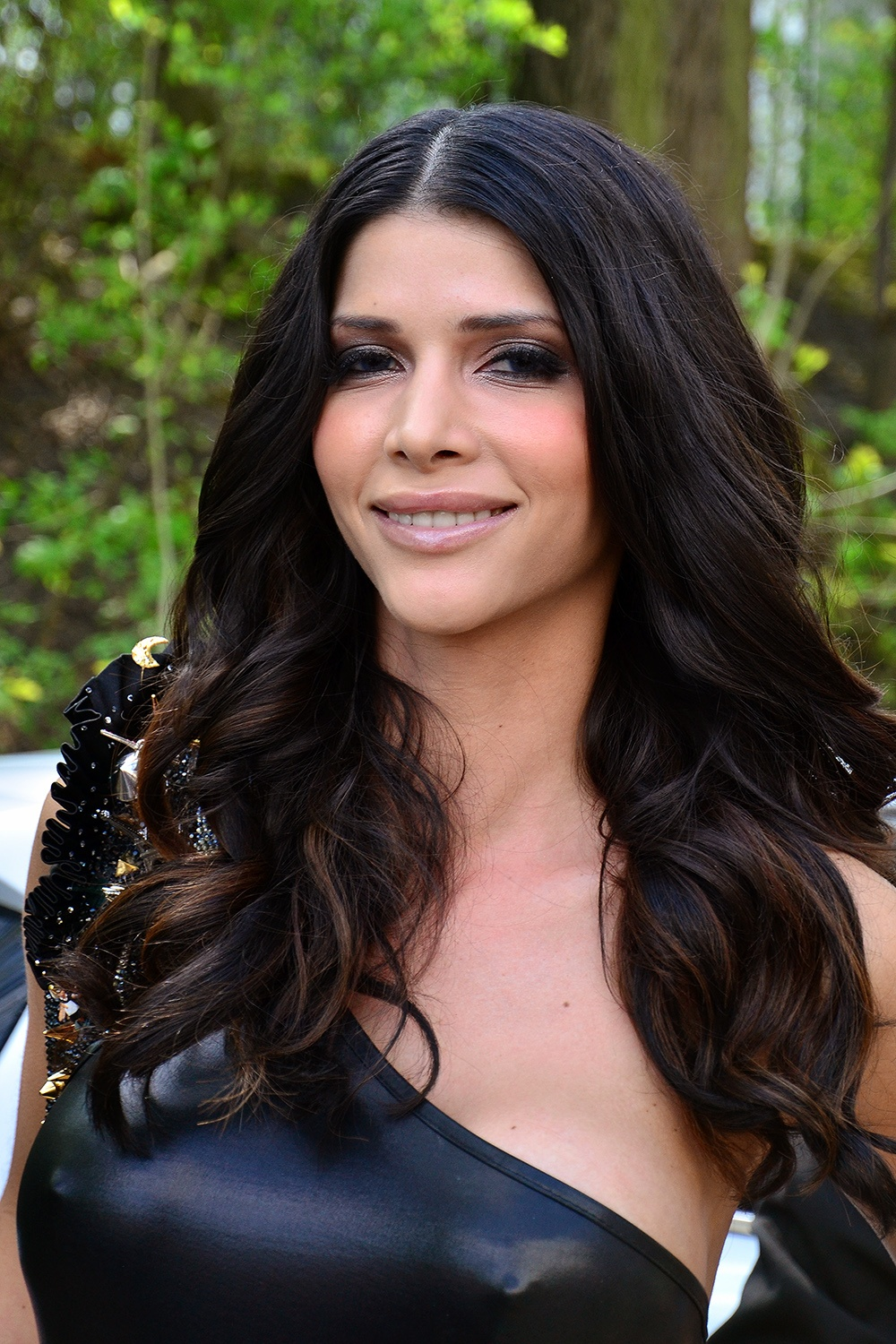
Micaela Schäfer, candidate de Promi Big Brother 10

L'émission est diffusée du 18 novembre 2022 au 7 décembre 2022. Le tournage débute le 16 novembre 2022. 
| Candidat           | Occupation                                         | Entrée jour | Sortie jour | Résultat  |
| ------------------ | -------------------------------------------------- | ----------- | ----------- | --------- |
| Rainer Gottwald    | Manager de boxe                                    | 1           | 22          | Vainqueur |
| Micaela Schäfer    | Actrice et mannequin                               | 1           | 22          | Deuxième  |
| Sam Dylan          | Personnalité de télévision                         | 1           | 22          | Troisième |
| Menderes Bağcı     | Personnalité de télévision et chanteur             | 1           | 22          | Quatrième |
| Jay Khan           | Chanteur                                           | 1           | 21          | Éliminé   |
| Katy Karrenbauer   | Actrice, chanteuse et écricaine                    | 1           | 21          | Éliminée  |
| Jennifer Iglesias  | Personnalité de télévision                         | 1           | 20          | Éliminée  |
| Doreen Steinert    | Chanteuse, ancienne membre du groupe Nu Pagadi     | 3           | 19          | Éliminée  |
| Tanja Tischewitsch | Personnalité de télévision, chanteuse et actrice   | 1           | 17          | Éliminée  |
| Jörg Knör          | Comédien                                           | 3           | 16          | Éliminé   |
| Walentina Doronina | Influenceuse et personnalité de télévision         | 1           | 14          | Éliminée  |
| Catrin Heyne       | Personnalité de télévision                         | 9           | 14          | Éliminée  |
| Jörg Dahlmann      | Commentateur de football                           | 3           | 12          | Éliminé   |
| Diana Schell       | Animatrice de télévision                           | 1           | 10          | Éliminée  |
| Jeremy Fragrance   | Influenceur                                        | 1           | 8           | Abandon   |
| Patrick Hufen      | Détective de l'émission Die Versicherungsdetektive | 3           | 4           | Abandon   |

- Micaela a participé à la première saison de Germany's Next Topmodel en 2006.

### Saison 11 (2023)

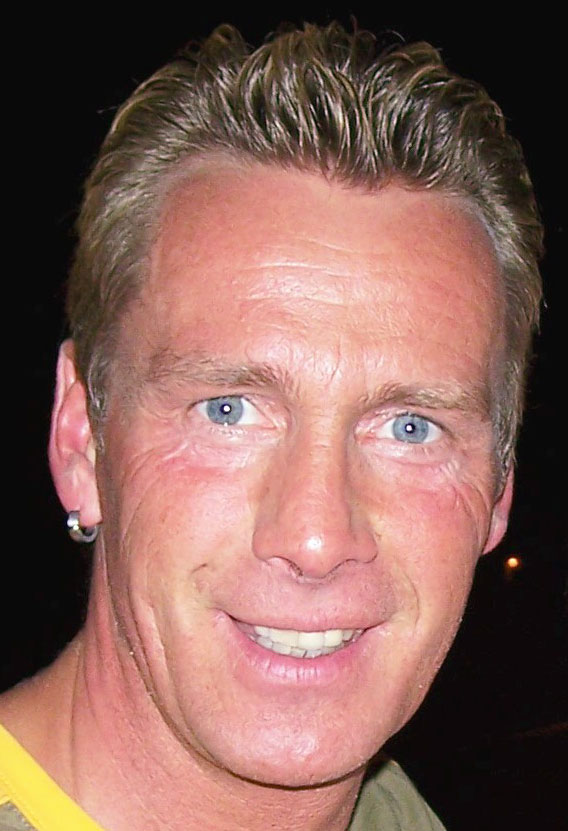
Jürgen Milski, candidat de Promi Big Brother 11

L'émission est diffusée du 20 novembre 2023 au 4 décembre 2023. 
| Candidat            | Occupation                                         | Entrée jour | Sortie jour | Résultat  |
| ------------------- | -------------------------------------------------- | ----------- | ----------- | --------- |
| Yeliz Koç           | Vedette de télévision                              | 1           | 17          | Vainqueur |
| Marco Strecker      | Influenceur et TikTokeur                           | 3           | 17          | Deuxième  |
| Peter Klein         | Mari d'Iris Klein                                  | 1           | 17          | Troisième |
| Paulina Ljubas      | Vedette de télévision                              | 1           | 17          | Quatrième |
| Matthias Mangiapane | Vedette de télévision                              | 1           | 17          | Cinquième |
| Dilara Kruse        | Femme du footballeur Max Kruse                     | 1           | 16          | Éliminée  |
| Dominik Stuckmann   | Vedette du Bachelor 2022                           | 1           | 15          | Éliminé   |
| Iris Klein          | Personnalité de télévision et femme de Peter Klein | 3           | 14          | Éliminée  |
| Manuela Wisbeck     | Actrice                                            | 1           | 13          | Éliminée  |
| Ron Bielecki        | Influenceur                                        | 1           | 12          | Éliminé   |
| Jürgen Milski       | Chanteur et personnalité de télévision             | 1           | 11          | Éliminé   |
| Philo Kotnik        | Magicien                                           | 1           | 10          | Éliminé   |
| Patricia Blanco     | Fille de Roberto Blanco et vedette de télévision   | 1           | 8           | Éliminée  |

- Jürgen a été en compétition du 1re au 102e jour, lors de la première saison de Big Brother en Allemagne. Il finira finaliste à la deuxième place. Il sortira un single, Grosser Bruder, avec son ami rencontré dans la maison, Zlatko Trpkovski (également participant de la saison 7).

### Saison 12 (2024)

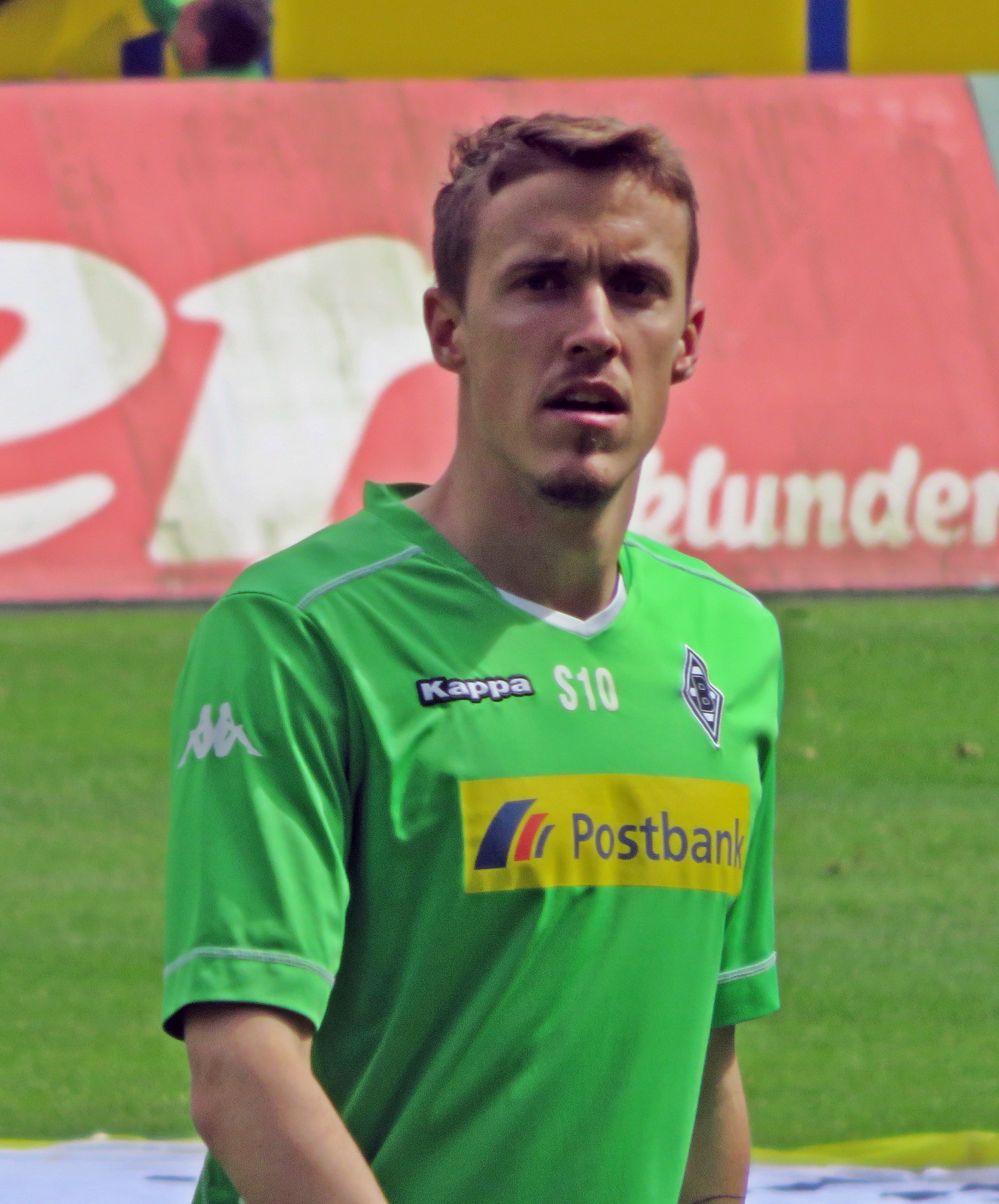
Mike Kruse, candidat de Promi Big Brother 12

L'émission est diffusée entre le 7 octobre et le 21 octobre 2024. 
| Candidat      | Occupation                                          | Entrée jour | Sortie jour | Résultat  |
| ------------- | --------------------------------------------------- | ----------- | ----------- | --------- |
| Leyla Lahouar | Vedette de télévision                               | 1           | 17          | Vainqueur |
| Jochen Horst  | Acteur                                              | 1           | 17          | Deuxième  |
| Matthias Höhn | Acteur et créateur                                  | 1           | 17          | Troisième |
| Alida Kurras  | Animatrice de télévision ayant gagnée Big Brother 2 | 1           | 17          | Quatrième |
| Mike Heiter   | Vedette de télévision                               | 1           | 17          | Cinquième |
| Max Kruse     | Footballeur                                         | 1           | 16          | Éliminé   |
| Mimi Fiedler  | Actrice                                             | 1           | 15          | Éliminée  |
| Sarah Wagner  | Influenceuse TikTok                                 | 3           | 15          | Éliminée  |
| Elena Miras   | Vainqueur de Love Island 1                          | 3           | 14          | Abandon   |
| Daniel Lopes  | Chanteur révélé par Deutschland sucht den SuperStar | 1           | 13          | Éliminé   |
| Cecilia Asoro | Vedette de télévision                               | 1           | 12          | Éliminée  |
| Sinan Movez   | Influenceur TikTok                                  | 1           | 11          | Éliminé   |
| Bea Peters    | Reporter de célébrités                              | 1           | 10          | Éliminée  |
| Verena Kerth  | Animatrice de télévision et de radio                | 1           | 10          | Éliminée  |

- Mike a participé début 2024 à Ich bin ein Star - Holt mich hier raus!.
- Cecilia a participé en 2023 à Ich bin ein Star - Holt mich hier raus!.
- Verena a participé en 2023 à Ich bin ein Star - Holt mich hier raus!.
- Leyla a participé début 2024 à Ich bin ein Star - Holt mich hier raus!.
- Daniel a participé en 2012 à Ich bin ein Star - Holt mich hier raus!.
- Elena a participé en 2020 à Ich bin ein Star - Holt mich hier raus!.